# C/1843 D1
C/1843 D1, anche nota come la Grande Cometa del 1843 e precedentemente designata come 1843 D1 e 1843 I, fu una Grande Cometa che apparve verso il 5 febbraio 1843 e divenne molto luminosa nel mese di marzo (venne anche nominata Grande cometa di marzo). Si tratta di un membro delle comete radenti di Kreutz, una famiglia di comete nate dalla frammentazione di una cometa di grandi dimensioni, probabilmente la X/1106 C1 del 1106. Queste comete si avvicinano molto al Sole e, di conseguenza, diventano molto brillanti.

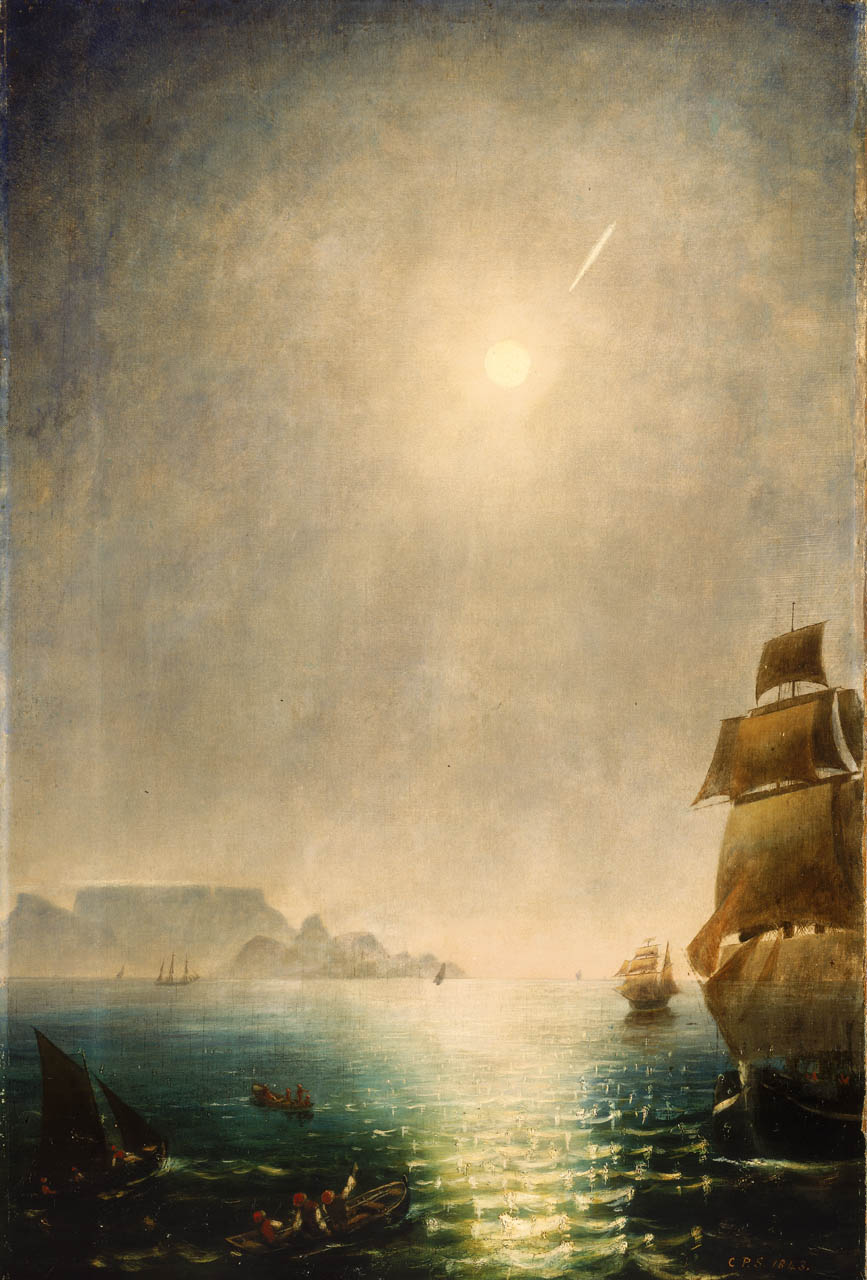
Charles Piazzi Smyth: Vista di giorno di Table Bay con la Grande Cometa del 1843

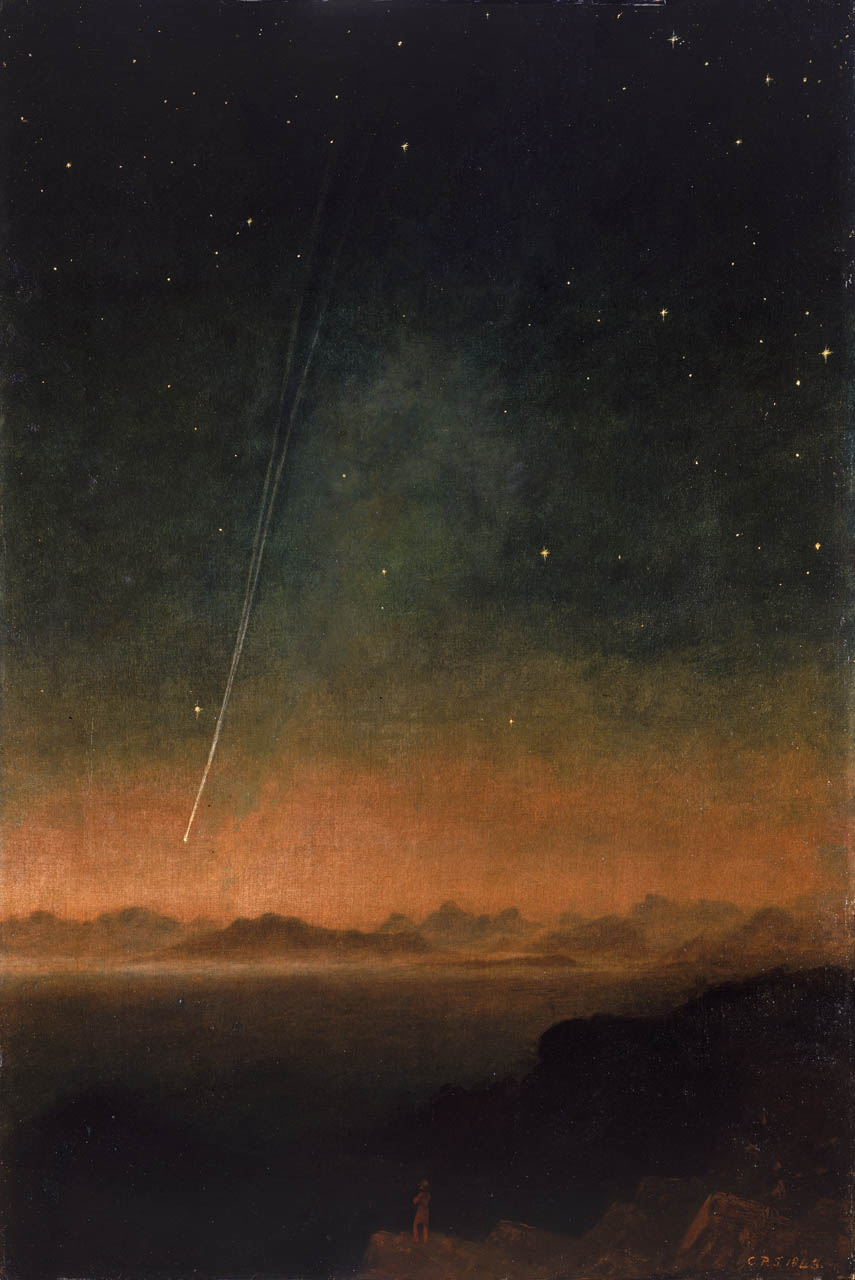
Charles Piazzi Smyth: La Grande cometa del 1843 (nel quadro si apprezza la lunghezza della coda)

## Osservazioni
Osservata per la prima volta all'inizio di febbraio 1843, la cometa ebbe un perielio molto ravvicinato a 830 000 km il 27 febbraio. In quei giorni, poteva essere vista in pieno giorno, a circa un grado dal Sole. Il passaggio più vicino alla Terra avvenne il 6 marzo, toccando il giorno successivo, il suo punto di maggior luminosità, visibile principalmente dall'emisfero australe. L'ultimo suo avvistamento fu il 19 aprile 1843, dopo essere stato l'oggetto che, fino ad allora, si era ravvicinato maggiormente al Sole.
La Grande Cometa del 1843 sviluppò una coda di incredibili dimensioni durante e dopo il suo passaggio al perielio. Lunga più di due unità astronomiche, fu la cometa con la coda più lunga fino a quando non venne misurata la coda della cometa Hyakutake nel 1996, che era quasi due volte più lunga.

## Orbita
L'orbita periodica della cometa è stata più volte stimata, con risultati variabili: 512 ± 105 anni (secondo i lavori di Kreutz del 1901), 654 ± 103 anni, 688 anni (JPL Horizons: soluzione basata sull'epoca baricentrica del 1852) e 742 anni (identificando la cometa con la Grande Cometa del 1106). In ogni modo, C/1843 D1 è stata osservata solamente su un periodo di 45 giorni – dal 5 marzo al 19 aprile – e il limitato numero di dati non permette una valutazione che vada oltre un periodo orbitale compreso fra 600 e 800 anni.